# Курмач-Байгол
Курмач-Байгол (рос. Курмач-Байгол) — село Турочацького району, Республіка Алтай Росії. Входить до складу Курмач-Байгольського сільського поселення.
Населення — 215 (2015 рік).